# Zoran Đinđić

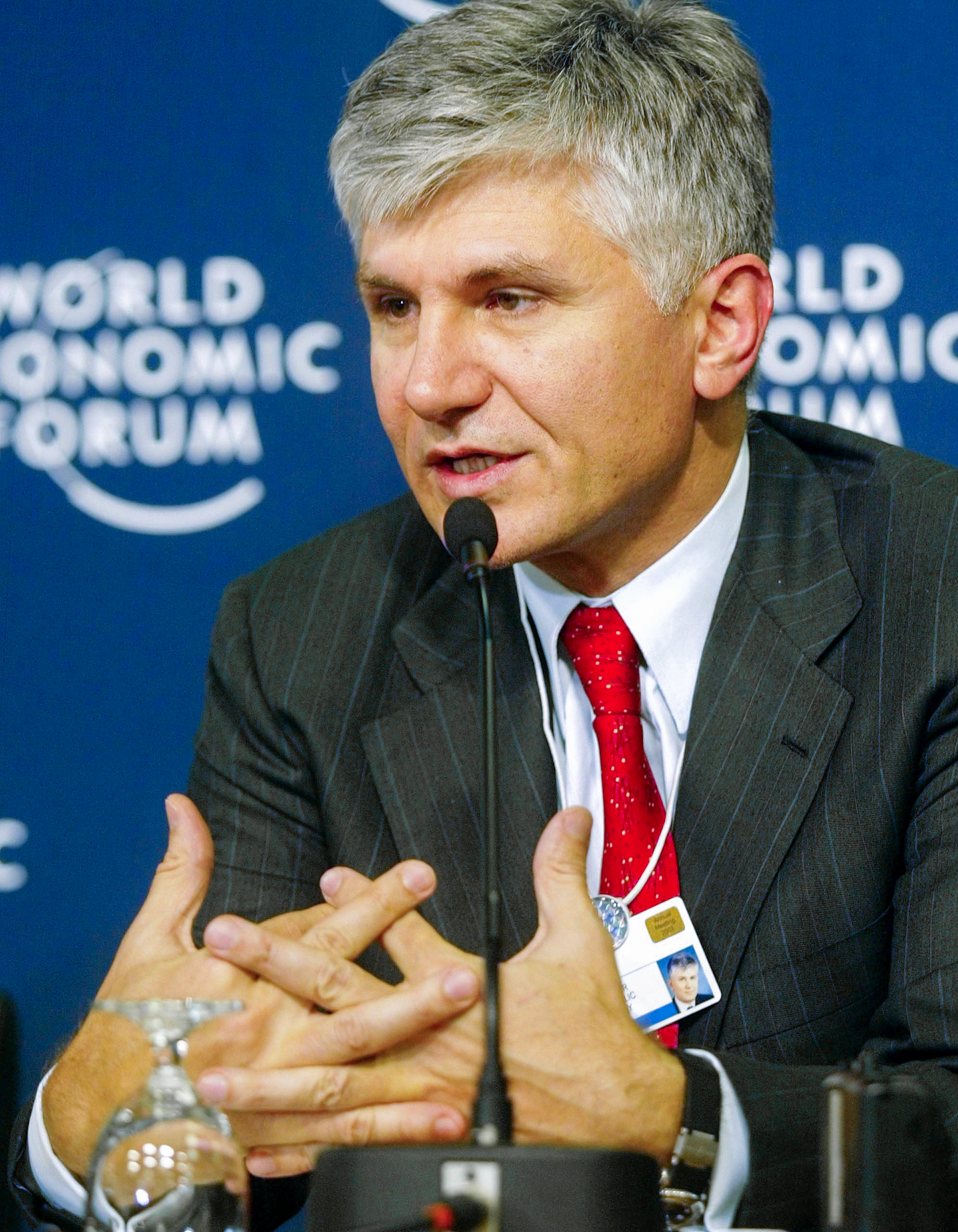
Zoran Đinđić

Zoran Ðinđić, ook Djindjić (Servisch: Зоран Ђинђић) (Šamac, 1 augustus 1952 – Belgrado, 12 maart 2003) was een Servisch politicus. Op het moment van zijn overlijden bij een moordaanslag was hij premier van Servië.

## Levensloop
Ðinđić werd geboren in Bosnië en kreeg interesse in politiek toen hij een student bij de Universiteit van Belgrado was. Ðinđić was een socialist en voorstander van hervormingen. Hij zat een aantal maanden gevangen, nadat hij en andere studenten uit Kroatië en Slovenië probeerden om een niet-communistische studentenorganisatie op te richten. Na zijn vrijlating, zette hij zijn studie in Duitsland voort, waar hij in 1979 onder Jürgen Habermas promoveerde tot doctor in de filosofie.
In 1989 keerde Ðinđić naar Joegoslavië terug om een functie bij de Universiteit van Novi Sad op zich te nemen. Samen met andere Servische dissidenten stichtte hij de Democratische Partij. In 1990 werd hij voorzitter van het dagelijks bestuur van de partij en in hetzelfde jaar werd hij gekozen in het Servische parlement. Na een grote reeks openbare protesten tegen verkiezingsfraude, werd Ðinđić in 1996 burgemeester van Belgrado. Hij was de eerste niet-communistische burgemeester van de stad sinds de Tweede Wereldoorlog.
Ðinđić speelde een prominente rol tijdens de Joegoslavische presidentsverkiezingen van september 2000 en in de opstand van oktober die het regime-Milošević omverwierp. Hij leidde de brede, 18 partijen omvattende, coalitie 'Democratische Oppositie van Servië' naar een overweldigende meerderheid in de Servische verkiezingen van december 2000. In januari 2001 werd hij premier van Servië.
Op 12 maart 2003 werd hij in Belgrado doodgeschoten. Hij had al het vermoeden uitgesproken, omdat een maand daarvoor een aanslag op zijn leven was mislukt. Zijn reformistische en prowesterse politiek had hem veel vijanden bezorgd.
- Bibsys: 11029036
- Bibliothèque nationale de France: cb145275889 (data)
- Gemeinsame Normdatei: 120695987
- International Standard Name Identifier: 0000 0001 2133 8025
- Library of Congress Control Number: n85065764
- Nationale Bibliotheek van Tsjechië: jx20060117119
- Nationale bibliotheek van Australië: 36591295
- Nationale Bibliotheek van Polen: a0000003271728
- Nationale en Universitaire bibliotheek Zagreb: 000072062
- Nederlandse Thesaurus van Auteursnamen: 243411553
- Système universitaire de documentation: 083000852
- Trove: 1309696
- Virtual International Authority File: 54985293
- WorldCat: E39PBJdmq9BMrHqrQqxWk9Gyh3